# حسینعلی قبادی
حسین‌علی قبادی (متولد ۱۳۳۷) نویسنده، منتقد، محقق، و ادب‌پژوه ایرانی و استاد دانشگاه تربیت مدرس است. او از شهریور ۱۴۰۳، ریاست مرکز جذب وزارت علوم را برعهده دارد.
قبادی تا سال ۱۴۰۰ رئیس پژوهشگاه علوم انسانی و مطالعات فرهنگی بود.

## سوابق
وی رئیس کمیسیون برنامه‌ریزی جامع دانش‌گاه تربیت مدرس، رئیس گروه ادبیات کمیتهٔ علوم اجتماعی شورای پژوهش‌های علمی ایران، رئیس گروه ادبیات کمیتهٔ علوم‌ اجتماعی شورای پژوهش‌های علمی ایران و رئیس گروه ادبیات فارسی شورای بررسی متون و کتب علوم انسانی دانش‌گاه‌ها است. قبادی از اردیبهشت ماه سال ۱۳۹۴ سرپرستی پژوهش‌گاه علوم انسانی و مطالعات فرهنگی را برعهده داشت که طی حکمی از سوی وزیر علوم، تحقیقات و فناوری به‌عنوان رئیس این پژوهش‌گاه منصوب شد. وی هم‌چنین عضو شورای توسعهٔ پژوهش و فناوری علوم انسانی و هنر است.
وی در سال ۱۳۸۵ به‌عنوان استاد برتر و پژوهش‌گر برتر دانش‌گاه تربیت مدرس انتخاب شد و هم‌چنین برندهٔ جایزه ادبی جلال آل‌احمد ۱۳۸۸ است. کتاب «آئین آینه» (سیر تحول نمادپردازی در فرهنگ ایرانی و ادبیات فارسی) وی برای سال ۱۳۸۶ برگزیدهٔ پنجمین جشنوارهٔ قلم زرین شده‌است.
قبادی پیش‌تر موفق به دریافت لوح تقدیر از ریاست جمهوری اسلامی ایران در سال ۱۳۷۲ به‌مناسبت برنده‌شدن در جشنواره خوارزمی و دریافت لوح تقدیر مشترک از جعفر توفیقی وزیر علوم، تحقیقات و فناوری به‌عنوان استاد راهنمای برگزیده سال ۱۳۸۴ و دریافت لوح تقدیر از معاون اول ریاست‌جمهوری حسن حبیبی بابت کسب رتبه سوم پایان‌نامه مقطع دکتری باموضوع تحقیق در نمادهای مشترک حماسی و عرفانی در ادبیات فارسی با تأکید بر شاهنامه و آثار مولوی شد.
وی هم‌چنین در بیش از ده جشن‌واره و انجمن بین‌المللی به‌عنوان داور و در بیش از ۱۵ دانش‌گاه معتبر جهان به‌عنوان مدرس سخنرانی و تدریس کرده‌است.